# Associação de Assistência ao Regime Imperial
Associação de Assistência ao Regime Imperial (大政翼贊會/大政翼賛会, Taisei Yokusankai), ou Associação de Apoio Imperial, foi uma organização política pró-fascista japonesa dominante do Império do Japão durante grande parte da Segunda Guerra Sino-Japonesa e da Segunda Guerra Mundial criada pelo primeiro-ministro Fumimaro Konoe em 12 de outubro de 1940 para promover os objetivos de seu movimento Shintaisou ("Nova Ordem"). Evoluiu para um partido político governante "estatista", que visava acabar com as divisões existentes na política e na economia do Império do Japão para criar um Estado totalitário unipartidário, a fim de maximizar a eficiência do esforço de guerra total do Japão na China.  Quando a organização foi iniciada oficialmente, Konoe foi saudado como um "salvador político" de uma nação no caos; no entanto, as divisões internas logo apareceram.